# Linhares Esporte Clube
El Linhares Esporte Clube fue un equipo de fútbol de Brasil que jugó en el Campeonato Brasileño de Serie C, la tercera división de fútbol en el país, y en el Campeonato Capixaba, la primera división estatal.

## Historia
Fue fundado el 15 de marzo de 1991 en el municipio de Linhares en el estado de Espirito Santo tras el fallido intento de fusionar a los equipos Industrial EC y América Linhares con el fin de que la ciudad tuviera un equipo que compitiera a escala nacional. Cuando el intento de fusión fracasó, Industrial desaparece y es reemplazado por el Linhares Esporte Clube.
En 1993 gana el Campeonato Capixaba por primera vez tras empatar 0-0 con el EC Aracruz, y con ello logra la clasificación para la Copa de Brasil por primera vez en 1994. Allí dio la sorpresa del torneo al eliminar al Fluminense en la primera ronda, con lo que fue el primer representante del estado de Espirito Santo en superar la primera ronda de la copa nacional. Posteriormente eliminó en las rondas siguientes al São José del estado de Amapá y al Comercial del estado de Mato Grosso del Sur para perder en las semifinales por el Ceará Sporting Club.
En 1995 clasifica al Campeonato Brasileño de Serie C por primera vez en su historia tras ganar su segundo título estatal, en donde es eliminado en la tercera ronda y termina en el lugar 11 entre 107 participantes, dos ronda antes de las definitorias para pelear por el ascenso a la segunda división nacional.
El club participaría en la Copa de Brasil en otras tres ocasiones, pero en todas ellas fue eliminado en la primera ronda. El equipo gana el Campeonato Capixaba por última vez en 1998, donde desciende a la segunda división estatal en 2002 y por problemas financieros desaparece en 2003.

## Palmarés
- Campeonato Capixaba: 4

1993, 1995, 1997, 1998

## Récord ante equipos de otros estados

### Rivales
| Equipo | Equipo                 | J  | G | E | P | GF | GC | GD  | %   |
| ------ | ---------------------- | -- | - | - | - | -- | -- | --- | --- |
| 1      | America RJ             | 2  | 0 | 2 | 0 | 1  | 1  | 0   | 33% |
| 2      | Atlético Mineiro       | 1  | 0 | 0 | 1 | 0  | 3  | 0   | 0%  |
| 3      | Ceará SC               | 2  | 0 | 1 | 1 | 0  | 1  | -1  | 17% |
| 4      | Comercial              | 2  | 1 | 1 | 0 | 2  | 1  | 1   | 67% |
| 5      | CR Flamengo            | 2  | 0 | 0 | 2 | 1  | 5  | -4  | 0%  |
| 6      | Fluminense FC          | 2  | 0 | 2 | 0 | 3  | 3  | 0   | 33% |
| 7      | Grêmio de Porto Alegre | 2  | 0 | 1 | 1 | 0  | 2  | -2  | 17% |
| 8      | SER Sao José           | 2  | 1 | 1 | 0 | 2  | 3  | -1  | 67% |
| Total  | Total                  | 15 | 2 | 8 | 5 | 9  | 19 | -10 | 31% |

### Estado
| Estado | Estado               | J  | G | E | P | GF | GC | GD  | %   |
| ------ | -------------------- | -- | - | - | - | -- | -- | --- | --- |
| 1      | Amapá                | 2  | 1 | 1 | 0 | 2  | 3  | -1  | 67% |
| 2      | Ceará                | 2  | 0 | 1 | 1 | 0  | 1  | -1  | 17% |
| 3      | Mato Grosso del Sur  | 2  | 1 | 1 | 0 | 2  | 1  | 1   | 67% |
| 4      | Minas Gerais         | 1  | 0 | 0 | 1 | 0  | 3  | -3  | 0%  |
| 5      | Río de Janeiro       | 4  | 0 | 2 | 2 | 4  | 8  | -4  | 17% |
| 6      | Río Grande del Norte | 2  | 0 | 2 | 0 | 1  | 1  | 0   | 33% |
| 7      | Río Grande del Sur   | 2  | 0 | 1 | 1 | 0  | 2  | -2  | 17% |
| Total  | Total                | 15 | 2 | 8 | 5 | 9  | 19 | -10 | 31% |

## Jugadores

### Jugadores destacados
- Hiran Spagnol
- China
- Zé Afonso[9]